# Nigel Birch, Baron Rhyl
Evelyn Nigel Chetwode Birch, Baron Rhyl OBE (* 18. November 1906; † 8. März 1981) war ein britischer Politiker der Conservative Party, der 25 Jahre lang Abgeordneter des House of Commons sowie zeitweilig Minister war und 1970 aufgrund des Life Peerages Act 1958 als Life Peer Mitglied des House of Lords wurde.

## Leben

### Familie, Zweiter Weltkrieg und Unterhausabgeordneter
Birch war der Sohn von General Sir Noel Birch, der unter anderem zwischen 1923 und 1927 Master-General of the Ordnance war. Nach dem Besuch des Eton College arbeitete er als Partner der Anwaltskanzlei Cohen Laming Hoare, ehe er im Mai 1939 ein Studium der Politikwissenschaften begann. Zwischenzeitlich absolvierte er auch eine Offiziersausbildung im 16. London Regiment und wurde dort am 16. Mai 1938 zum Unterleutnant befördert. Sein Studium unterbrach er jedoch mit dem Eintritt Großbritanniens in den Zweiten Weltkrieg, um seinen Militärdienst im King’s Royal Rifle Corps zu leisten. Nach Verwendungen als Offizier in dieser Einheit war er zuletzt im Generalstab tätig und wurde schließlich 1944 zum Oberstleutnant befördert sowie am 13. Dezember 1945 mit dem Offizierskreuz des Order of the British Empire (OBE) ausgezeichnet.
Nach Kriegsende wurde Birch als Kandidat der Conservative Party bei den Unterhauswahlen am 5. Juli 1945 im Wahlkreis Flintshire erstmals als Abgeordneter in das House of Commons gewählt. In diesem Wahlkreis wurde er Nachfolger seines Parteifreundes Gwilym Rowlands, der für die konservativen Tories seit 1935 den Wahlkreis gewonnen hatte. Bei der Wahl konnte sich Birch allerdings nur knapp mit einer Mehrheit von 1039 Stimmen gegen den Kandidaten der Labour Party, Eirene Lloyd Jones, durchsetzen, die auf 26.761 Wählerstimmen und 37,4 Prozent kam, während auf Birch 27.800 Stimmen und 38,8 Prozent entfielen.
Nach der Auflösung des Wahlkreises Flintshire wurde Birch bei den Unterhauswahlen am 23. Februar 1950 in dem neu geschaffenen Wahlkreis Flintshire West abermals zum Abgeordneten gewählt, wobei er diesmal mit 48,3 Prozent und 19.088 Stimmen einen deutlichen Vorsprung vor den Kandidaten der anderen Parteien hatte. Er vertrat die Interessen des Wahlkreises bis zu den Wahlen am 18. Juni 1970 im House of Commons.
Am 1. August 1950 heiratete er Esmé Consuelo Glyn, die jüngste Tochter von Frederick Glyn, 4. Baron Wolverton, der unter anderem zwischen 1902 und 1905 Vice-Chamberlain des Royal Household war.

### Juniorminister
Nach dem Wahlsieg der Conservative Party bei den Unterhauswahlen am 25. Oktober 1951 wurde Nigel Birch von Premierminister Winston Churchill erstmals mit einem Juniorminister-Posten betraut, und zwar als Parlamentarischer Unterstaatssekretär im Luftfahrtministerium (Parliamentary Under-Secretary of State for Air) und damit als engster Mitarbeiter von Luftfahrtminister William Sidney, Baron De L’Isle and Dudley.
Am 28. Februar 1952 übernahm er als Erster das Amt des Parlamentarischen Sekretärs im Verteidigungsministerium (Parliamentary Secretaries to the Ministry of Defence) und bekleidete diese Funktion als Vertreter von Verteidigungsminister (Minister of Defence) Harold Alexander, 1. Earl Alexander of Tunis bis zu seiner Ablösung durch Peter Carington, 6. Baron Carrington bis zum 18. Oktober 1954. Als Parlamentarischer Sekretär im Verteidigungsministerium lehnte er die Weiterentwicklung der Wasserstoffbombe ab, da diese aus seiner Sicht eine nukleare Vermehrung ermutigen und Abrüstungsbemühungen gefährden würde.

### Minister und Rückzug aus der Regierung Macmillan
Im Rahmen einer Kabinettsumbildung ernannte ihn Premierminister Churchill daraufhin am 18. Oktober 1954 als Nachfolger von David Eccles Minister für Arbeiten (Minister of Works). Dieses Ministeramt bekleidete er bis zu seiner Ablösung durch Patrick Buchan-Hepburn am 20. Dezember 1955 und übernahm selbst stattdessen von William Sidney, Baron De L’Isle and Dudley, das Amt des Luftfahrtministers (Secretary of State for Air). In dieser Funktion verblieb Birch, der 1955 zugleich Privy Councillor (PC) wurde, bis zum Ende der Amtszeit von Premierminister Anthony Eden am 9. Januar 1957.
Edens Nachfolger als Premierminister Harold Macmillan ernannte Birch daraufhin zum Wirtschaftssekretär (Economic Secretary) des Schatzamtes (HM Treasury), der fünfthöchsten Funktion innerhalb des Schatzamtes. Neuer Luftfahrtminister wurde daraufhin am 16. Januar 1957 George Ward.
Vom Amt des Wirtschaftssekretär trat Birch am 6. Januar 1958 gemeinsam mit Schatzkanzler (Chancellor of the Exchequer) Peter Thorneycroft und dem Parlamentarischen Finanzsekretär des Schatzamtes Enoch Powell aus Protest gegen die Pläne der Regierung über wachsende Ausgaben zurück.
In einer Rede vor dem House of Commons griff Birch am 17. Juni 1963 Premierminister Macmillan wegen des Umgang mit der Profumo-Affäre an. Die Rede führte zu einer Schwächung des Premierministers innerhalb der konservativen Tories.

### Privatwirtschaft, Ehrungen und Oberhausmitglied
Birch war später in der Privatwirtschaft tätig wie zum Beispiel als Direktor der London and Manchester Assurance Co. Ferner wurde er 1966 Präsident der Johnson Society.
Birch wurde für seine Verdienste 1945 als Officer des Order of the British Empire (OBE) geehrt.
Nach seinem Ausscheiden aus dem House of Commons wurde Birch durch ein Letters Patent vom 7. Juli 1970 als Life Peer mit dem Titel Baron Rhyl, of Holywell in the Parish of Swanmore in the County of Southampton, Mitglied des House of Lords und gehörte diesem bis zu seinem Tod an.

## Veröffentlichungen
- About the future of Germany: Facts and ideas, Conservative Political Centre, 1947
- The Conservative Party, Collins, 1949